# Abukuma (croiseur)
Pour les articles homonymes, voir Abukuma.
L'Abukuma (阿武隈) était un croiseur léger de classe Nagara en service dans la Marine impériale japonaise. Le navire est baptisé sous le nom de la rivière Abukuma dans la région de Tōhoku, au Japon. Il participe à de nombreuses batailles pendant la Seconde Guerre mondiale avant d'être gravement endommagé lors de la bataille du détroit de Surigao en octobre 1944, puis bombardé et coulé par l'United States Army Air Forces au large des côtes des Philippines.

## Historique

### Début de carrière
Sa quille est posée le 8 décembre 1921 à Uraga, il est lancé le 16 mars 1923 et est mis en service le 26 mai 1925. Sa mise en service est retardée en raison du séisme de Kantō de 1923. De novembre 1927 à décembre 1928, il est sous le commandement du Capitaine Teijirō Toyoda.
Le 20 octobre 1930, pendant des manœuvres militaires, l'Abukuma percute le croiseur Kitakami entre ses cheminées no 2 et no 3. La collision endommage légèrement le Kitakami, tandis que l'Abukuma doit être remorqué par le cuirassé Mutsu à Tateyama. Il est ensuite remorqué jusqu'à l'arsenal naval de Yokosuka. Les réparations temporaires s'achèvent le 22 novembre 1930 puis le navire est transféré à l'arsenal naval de Kure pour des réparations définitives qui durent du 1er avril au 30 décembre 1931. De décembre 1931 à novembre 1932, il est sous le commandement du capitaine Seiichi Iwamura (ja) .
En 1932, l'Abukuma est affecté à la 3e flotte et patrouille au large des côtes du nord de Chine après l'Incident de Mandchourie. Les relations avec la Chine se détériorant, l'Abukuma fournit une couverture pour les transports japonais lors de la bataille de Shanghai, tout en patrouillant au large des côtes et dans la rivière Yangtze tout au long de l'année 1938. Son armement antiaérien est amélioré en 1933 et 1936 et ses tubes lance-torpilles en 1938. De novembre 1934 à novembre 1935, le navire est sous le commandement du capitaine Takeo Kurita.

### Début de la guerre du Pacifique
L'Abukuma fait route vers les îles Kouriles le 26 novembre 1941 avec la force de frappe du vice-amiral Chūichi Nagumo. Il devient à ce moment-là navire amiral de la 1re escadre de destroyers (« DesRon1 »)
La DesRon1 sert d'escorte pour les opérations de lutte anti-sous-marine de six porte-avions (Akagi, Kaga, Sōryū, Hiryū, Shōkaku et Zuikaku), deux cuirassés (Hiei et Kirishima) et deux croiseurs lourds (Tone et Chikuma). Près de 360 avions sont lancés contre Pearl Harbor le 7 décembre 1941, infligeant de lourds dégâts. Après l'attaque sur Pearl Harbor, l'Abukuma et la DesRon1 avec la plupart des navires de la force de frappe retournent au Japon et où ils reçoivent un accueil triomphal le 23 décembre 1941.

### Actions dans le Pacifique Sud
En janvier 1942, la DesRon1 escorte la flotte d'invasion à destination de Rabaul en Nouvelle-Bretagne et de Kavieng en Nouvelle-Irlande, depuis sa base des îles Truk dans les îles Carolines.
Début février, la DesRon1 accompagne la Carrier Striking Force lors de la poursuite du Task Force 8 du vice-amiral William F. Halsey Jr. L'Abukuma est ensuite basé à Palaos, d'où il accompagnera la Carrier Striking Force pendant le bombardement de Darwin, en Australie.
De fin février à avril, la DesRon1 escorte la Carrier Striking Force lors des attaques sur Java, dans les Indes néerlandaises, sur Colombo et Trincomalee à Ceylan et contre d'autres cibles dans l'océan Indien, dont le raid sur Ceylan, pendant lequel le porte-avions HMS Hermes de la Royal Navy sera coulé. La flotte rentre à Singapour le 11 avril 1942.

### Bataille des îles Aléoutiennes
En mai, l'Abukuma et son escadre sont réaffectés dans la force du Nord du vice-amiral Boshirō Hosogaya, escortant les porte-avions Ryūjō et Jun'yō, appuyant l'invasion d'Attu et de Kiska lors de la bataille des Îles Aléoutiennes.
En juin et juillet, la DesRon1 retourne au Japon pour escorter un convoi de renforts pour la capture des îles Aléoutiennes. Après quelques patrouilles entre les îles Aléoutiennes et les îles Kouriles, la DesRon1 escorte trois convois de renfort et de ravitaillement pour les îles Aléoutiennes en octobre, novembre et décembre.
L'Abukuma retourne à l'arsenal naval de Sasebo le 12 décembre 1942 pour de la maintenance et quelques modifications. Deux canons de 25 mm Type 96 sont ajoutés, son canon no 5 Type 3e année 14 cm/50 et son montage simple de 13,2 mm sont remplacés par un montage en affût double de 13,2 mm. Après ses travaux, il retourne en opération, patrouillant entre Attu et Kiska en janvier, février et mars 1943.
L'Abukuma participe à la bataille des îles Komandorski le 26 mars 1943, au cours duquel il tire 95 coups de canon de 140 mm et quatre torpilles. Il n'est pas endommagé durant la bataille, mais le croiseur lourd Nachi est gravement endommagé, obligeant la 5e flotte à interrompre sa mission d'approvisionnement dans les Aléoutiennes.
D'avril à mai 1943, il est rénové à l'arsenal naval de Maizuru, période pendant laquelle un radar de recherche aérien de type 21 est installé. Il ne participe donc pas à l'opération Landcrab, au cours de laquelle les forces américaines reprennent Attu.
En juillet, l'Abukuma et la DesRon1 soutiennent l'évacuation de Kiska. Le 26 juillet 1943, le kaibokan Kunashiri percute l'Abukuma à tribord, causant peu de dégâts. Le 12 septembre 1943, lors de l'accrochage de Paramushir, il est légèrement endommagé par des bombes de B-24 Liberator et de B-25 Mitchell de l'USAAF.
D'octobre à novembre 1943, le navire est en carénage à Yokosuka. Son canon no 7 est retiré tandis que deux canons 12,7 cm/40 Type 89 sont ajoutés et plusieurs canons de 25 mm sont rajoutés. Le navire retourne ensuite en opérations en décembre, effectuant des patrouilles de lutte anti-sous-marine au large de Hokkaidō et des îles Kouriles jusqu'en juin 1944.
Le 21 juin 1944, lors d'une nouvelle maintenance à l'arsenal naval de Yokosuka, un radar de recherche de surface Type 22 est installé, ainsi que dix autres canons Type 96 à monture unique, portant le total à 30 canons de 25 mm. Cinq mitrailleuses de 13,2 mm sont également ajoutées, portant le total à 10. Les modifications s'achèvent le 13 juillet 1944.

### Bataille du détroit de Surigao
L'Abukuma opère dans les eaux intérieures japonaises jusqu'à la mi-octobre 1944, lorsqu'il est rappelé avec sept destroyers pour combattre la flotte américaine à Taiwan en octobre 1944. Le groupe, alors présent à Magong (Pescadores), est redirigé vers Manille pour soutenir la force du vice-amiral Shoji Nishimura, opérant contre la Marine américaine aux Philippines. L'Abukuma est rejoint par les croiseurs Nachi, Ashigara et sept destroyers commandés par le vice-amiral Kiyohide Shima. Du 15 au 22 octobre, la flottille est repérée par six sous-marins américains, un seul est capable de manœuvrer à bonne distance pour tirer ses torpilles, il s'agit de l'USS Seadragon (en). La flottille vogue à 19 nœuds (35 km/h) en zigzag à travers le détroit de Luçon le 22 octobre. Le Seadragon tire quatre torpilles avec ses tubes arrière, sans succès. Les six sous-marins signalent alors la position et la vitesse de la flottille pour les unités de la flotte américaine se rapprochant de la zone.
Le 25 octobre, l'Abukuma et la flotte japonaise débutent alors bataille du détroit de Surigao, une des quatre batailles navales désignées collectivement sous le nom de bataille du golfe de Leyte. Dans la nuit, alors que la flottille entre dans le détroit, elle est attaquée par un escadron de PT boat américains. À 03 h 25, le PT-137 commandé par Mike Kovar attaque un destroyer, mais la torpille passe en dessous de sa cible et touche l'Abukuma situé derrière, détruisant sa chaufferie no 1 et tuant 37 membres d'équipage.
L'Abukuma, désormais handicapé, se retire à l'arrière de la flottille. Après des réparations d'urgence, le navire redémarre à 04 h 45, naviguant désormais à 20 nœuds (37 km/h). À 05 h 35, il rattrape le reste de la flottille, mais le navire gîte quelque peu et environ 500 tonnes d'eau doivent être pompées. À 08 h 30, le navire reçoit l’ordre de rejoindre Dapitan pour des réparations, escorté par le destroyer Ushio.
Le 26 octobre, l'Abukuma est repéré et attaqué à plusieurs reprises par les bombardiers B-24 Liberator du 5e groupe du Thirteenth Air Force, chacun armé de bombes de 227 kg. À 10 h 06, il est touché près de sa tourelle no 3 de 140 mm. À 10 h 20, il reçoit deux autres impacts des bombardiers B-24 du 22e groupe du 33e escadron, provoquant un incendie qui se répand dans les salles des machines et dans la salle des torpilles arrière. Le navire perd rapidement en puissance et en vitesse. À 10 h 37, quatre torpilles Type 93 à longue portée, situées dans la salle des torpilles arrière, explosent. Entre 11 h 00 et 11 h 30, l'équipage abandonne le navire, scellant son destin au large de l'île Negros. À 11 h 42, il coule par la poupe à la position géographique 9° 20′ N, 122° 32′ E, emportant 250 membres d'équipage. L'Ushio secourt le capitaine et 283 membres d'équipage.
L'Abukuma est rayé des listes le 20 décembre 1944.